# Batistas nos Estados Unidos
As origens da fé batista nos Estados Unidos vêm desde o tempo da Reforma Protestante na Inglaterra, no século XVI. Vários dissidentes, conhecidos como "puritanos", exigiam que a Igreja Anglicana cortasse fora as influências Católicas restantes e retornassem à fé simples dos Cristãos do Novo Testamento. Esses dissidentes também demandavam estrita responsabilidade para com o relacionamento com Deus. Um dos dissidentes proeminentes que se levantaram no século XVII foi John Smyth. Smyth foi um forte proponente do batismo adulto e, em 1609, foi tão longe a ponto de rebatizar a si próprio e a outros. O ato de Smyth era um sinal da primeira igreja Batista inglesa. Smyth também introduziu a visão Arminiana de que a a graça de Deus é para todos e não para indivíduos predestinados.

## História
Tanto Roger Williams quanto o Dr. John Clarke, seu compatriota em trabalhos em favor da liberdade religiosa, são creditados pela fundação da fé batista na América do Norte. Em 1639, Williams estabeleceu uma igreja batista em Providence, Rhode Island e Clarke começou uma em Newport, Rhode Island. De acordo com um historiador batista que fez uma pesquisa extensiva nesse assunto, "há muito debate ao longos dos séculos sobre se a igreja de Providence ou a de Newport mereceriam o lugar de 'primeira' congregação batista na América. Faltam registros exatos de ambas as congregações". Igrejas batistas existem hoje em todos os estados dos Estados Unidos. Estima-se que mais de 70% dos batistas de todo o mundo estejam nos Estados Unidos.
Embora cada igreja batista seja autônoma, os Batistas têm se organizado tradicionalmente em associações de igrejas de mesma opinião, para edificação mútua, conferência e apoio ministerial. A constituição dessas associações é baseada em critérios geográficos e doutrinários. Muitas associações de igrejas Batistas desse tipo se desenvolveram nos Estados Unidos desde que os Batistas chegaram no continente.
Até o início do século XIX, essas associações Batistas tendiam a centralizar-se em torno de uma área local ou regional, onde as igrejas constituintes podiam se encontrar convenientemente. Contudo, começando com a expansão da Associação Batista da Filadélfia além de suas fronteiras originais, e o aumento do movimentos de missões modernos, os Batistas começaram a se mover em direção ao desenvolvimento de associações nacionais.
A primeira associação nacional foi a Convenção Trienal, fundada no início dos anos 1800, que se encontrava a cada três anos. A Convenção Trienal era uma organização livre com o propósito de angariar fundos para várias sociedades beneficentes, educacionais e missionárias.
Ao longos dos ano, outras associações nacionais Batistas se originaram como divisões desses dois grupos principais. Há umas poucas associações menores que nunca se identificaram quaisquer das organizações nacionais, bem como muitas igrejas Batistas Independentes que não são parte de qualquer organização, local ou nacional.
Nos Estados Unidos, há ainda grupos Batistas que apóiam e tentam ativamente manter a separação entre o estado e a igreja. Pelo menos 14 órgãos batistas, incluindo a Sociedade Batista Cooperativa, a Convenção Batista Geral do Texas, a Convenção Batista Nacional dos Estados Unidos, e a Igrejas Batistas Americanas USA apóiam financeira e ideologicamente a missão do Comitê Batista Unido pela Liberdade Religiosa. Esta organização tenta manter de pé o princípio tradicional batista da separação de igreja e estado. Sobre a questão de oração nas escolas, por exemplo, o Comitê argumenta que a oração é mais agradável a Deus quando oferecida voluntariamente, não quando o governo obriga o seu cumprimento.

## Principais organizações batistas nos EUA
O Handbook of Denominations (Manual de Denominações) nos Estados Unidos identifica e descreve 31 grupos batistas ou convenções no país. Uma lista parcial vem a seguir (exceto nos casos assinalados, as estatísticas são tiradas do site da Aliança Batista Mundial, e refletem dados de 2006). 
- Aliança de Batistas:  100 congregações, 60.000 membros
- Igrejas Batistas Americanas USA (ABCUSA):  5800 congregações, 1,4 milhões de membros
- Convenção Batista Geral do Texas:  5.700 congregações, 2,3 milhões de membros
- Associação Batista Geral da Virgínia (BGAV):  1.400 congregações, 400.000 membros
- Conferência Batista Geral:  1000 congregações, 140.000 membros
- Associação Batista Conservadora (CBAmerica):  1200 congregações, 200.000 membros
- Sociedade Batista Cooperativa (CBF):  1900 congregações, 700.000 membros
- Associação Geral de Igrejas Batistas Regulares:  1.400 congregações, 130.000 membros
- Associação Nacional de Batistas de Livre Arbítrio:  2.000 congregações, 200.000 membros
- Batistas Primitivos de Linha Antiga
- Batistas primitivos Progressivos
- Convenção Batista do Sul (SBC):  44.000 congregações, 16,3 milhões de membros
- Grupos Batistas Afro-americanos:
  - Convenção Batista Nacional da América, Inc.:  12.000 congregações, 3,1 milhões de membros
  - Convenção Batista Nacional, USA, Inc.:  33.000 congregações, 8,5 milhões de membros
  - Convenção Batista Missionária Nacional da América:  300 congregações, 400.000 membros
  - Associação Batista Primitiva Nacional:  1.500 congregações, 250.000 membros 
  - Convenção Batista Nacional Progressiva:  1.200 congregações, 2,5 milhões de membros

- Associações adotando o Landmarkismo
  - Associação Batista Americana:  1800 congregações, 275.000 membros 
  - Associação Batista Missionária da América:  1300 congregações, 235.000 membros 
  - Associação Batista Landmarkista Missionária Interstadual e Estrangeira

- Igrejas Batistas Independentes (não-alinhadas)
  - Sociedade Batista Bíblica Internacional:  3400 congregações, 1,4 milhões de membros
  - Sociedade Batista Internacional:  540 congregações 
  - Sociedade Batista por Todo o Sul:  900 congregações 
  - Arquidiocese Batista Espiritual de Nova York, Inc.
  - Sociedade Batista Mundial:  900 congregações 
  - Adicionalmente, há muitas igrejas Batistas Independentes não alinhados com quaisquer grupos

### American Baptist Churches USA (Igrejas Batistas Americanas - EUA)
A American Baptist Churches USA (ABCUSA) são os descendentes da Convenção Trienal. De 1907 a 1950 foi conhecida como a Convenção Batista do Norte. Enquanto sua teologia era originalmente enraizada nas mesmas Confissões de Fé como os Batistas mais tradicionais, como regra as igrejas da ABCUSA adotaram uma aproximação mais modernista das Escrituras, e são, assim, mais tolerantes em relação à diversidade doutrinária.
A força primária da ABCUSA fica no nordeste dos EUA, mas ela também tem forte presença no meio-oeste, sudoeste e costa oeste. Eles operam várias faculdades e outras empresas beneficentes.

### Convenção Batista do Sul
A Convenção Batista do Sul é a maior denominação não-Católica nos Estados Unidos. Sua força numérica maior fica no Sul, mas ela tem igrejas em todos os estados e uma forte presença em muitos estados do Norte e Oeste. A Sociedade de Missões Domésticas deu uma declaração, dizendo que uma pessoa poderia não ser um missionário e manter seus escravos como propriedade. Isso fez a Sociedade se separar em divisões Norte e Sul. Como resultado disso, os Batistas do Sul se reuniram em maio de 1845 e organizaram a Convenção Batista do Sul.
As mulheres começaram a fazer grandes avanços em 1872, quando Henry Tupper, da Junta de Missões Estrangeiras, nomeou Edmonia Moon par ao serviço missionário. Ela foi a primeira mulher a receber essa honra. Em 1888, A União Feminina Missionária foi instituída. As mulheres foram reconhecidas e encorajadas a formar círculos misisonárias e bandas infantis nas igrejas e Escolas Dominicais.
Embora todos os Batistas do Sul fossem vistos como conservadores pelos de fora, desde o fim dos anos 70 houve uma tomada de poder da Convenção, orquestrada por um grupo conservador/fundamentalista que tirou à força o controle daqueles que vêm a ser chamados "moderados".
Em 1987, alguns moderados saíram da Convenção e formaram a Aliança Batista do Sul, que mais tarde se tornou a Aliança de Batistas. A Aliança é associada com a Association of Welcoming and Affirming Baptists, um grupo que promove maior inclusão do público GLBT na vida Batista.
Em 1991, outros moderados saíram e criaram a Sociedade Cooperativa Batista, um grupo com ênfase em missões globais e no que consideram como "valores Batistas históricos", tais como a autonomia da igreja local, o sacerdócio de todos os crentes e liberdade religiosa. Diferentemente da Convenção Batista do Sul, a Sociedade ordena também mulheres para o ministério.

### Batistas Afro-Americanos
Antes da Guerra Civil Americana, a maioria dos Batistas afro-americanos eram, com algumas notáveis exceções, membros das mesmas igrejas que os brancos (embora fossem frequentemente relegados a um status de segregação dentro da igreja). Após a guerra, eles saíram das igrejas dos brancos, e fundaram igrejas e associações separadas.
Hoje há vários grupos afro-americanos historicamente nos Estados Unidos, incluindo a Convenção Batista Nacional dos Estados Unidos, a Convenção Batista Nacional da América, e outros. Um bom número de igrejas Batistas Afro-Americanas são alinhados duplamente, com um grupo tradicionalmente Afro-Americano, e com a ABCUSA, a Convenção Batista do Sul, ou a Sociedade Cooperativa Batista.

### Sociedade Batista Cooperativa (CBF)
A Sociedade Batista Cooperativa (CBF) foi formada em 1991, na maior parte por moderados dos Batistas do Sul, que foram desmembrados pela tomada conservadora/fundamentalista da Convenção Batista do Sul. A CBF tem sido chamada de quase-denominação, já que, de várias formas, ela provê os benefícios de uma convenção, mas até então, ela não se declarou como uma denominação. Seus escritórios centrais ficam em Atlanta.

### Grupos Batistas menores
Há uma certa quantidade de associações batistas menores nos Estados Unidos que mantêm uma existência separada dos grupos grandes, por razões doutrinárias. Entre esses estão os Batistas do Livre Arbítrio, os Batistas Gerais, os Batistas Primitivos, os Antigos Batistas Regulares, várias associações voltadas ao Landmarkismo, a Associação Batistas Conservadora, e muitas associações regionais não-afiliadas a quaisquer outros grupos nacionais.

### Igrejas Batistas Independentes (não-alinhadas)
Igrejas Batistas independentes são totalmente independentes de qualquer grupo ou associação, embora elas geralmente mantenham alguma forma de sociedade com igrejas de mesmas ideias. Elas compartilham dos mesmos símbolos doutrinários dos Batistas tradicionais, mas aderem ao que elas veem como um princípio bíblico de individualidade da igreja.
Os Batistas Independentes acreditam que essa abordagem ao ministério, deixa os pastores e as pessoas da igreja livres para trabalhar num ministério local, ao invés de um trabalho nacional, que, na sua visão, pode ser menos eficiente.
Os Batistas Independentes são estritamente biblicistas na sua teologia, aderindo ao entendimento batista tradicional da Bíblia e fé. As mesmas variações que existem dentro (ou entre) as associações Batistas existem entre os Batistas Independentes.
Os Batistas Independentes operam instituições educacionais, como:
- Colégio Bíblico Batista de Springfield - Missouri (Springfield, Missouri)
- Colégio Hyles Anderson, Crown Point, Indiana
- Liberty University, Lynchburg, Virginia
- Colégio Bíbico Batista Northland, Dunbar, Wisconsin
- Colégio Cristão Pensacola, Pensacola, Florida
- Colégio Batista Providence, Elgin, Illinois

## As Igrejas Batistas mais antigas na América
1. Primeira Igreja Batista de Providence, Rhode Island, (1639)(website)
2. Primeira Igreja Batista de Newport, Rhode Island (1644)
3. Segunda Igreja Batista de Newport, Rhode Island, (1656)
4. Primeira Igreja Batista de Swansea, Massachusetts, (1663) (website)
5. Primeira Igreja Batista de Boston, Massachusetts, (1665) (website)
6. Primeira Igreja Batista de Charleston, Carolina do Sul, (1683) (website)
7. Igreja Batista de Pennepek Baptist, Pennsylvania, (1688)
8. Igreja Batista de Middletown, New Jersey, (1688)
9. Igreja Batista de Piscataway, New Jersey, (1689)
10. Igreja Batista de Cohansey, New Jersey, (1689) (website)
11. Primeira Igreja Batista da Filadélfia, Pennsylvania, (1698) (website)

## A imagem batista nos Estados Unidos
De acordo com pesquisas, pelo menos metade dos estadunidenses têm uma visão negativa da fé batista.
Muitas congregações batistas independentes são fundamentelistas, referindo-se a todas associações Batistas como liberais demais para que se juntasse a elas. Muitas dessas congregações têm um histórico de uso de técnicas de evangelismo que os críticos consideram como extremas demais e abrasivas para a cultura americana moderna. O autor batista independente e editor Jack T. Chick, por exemplo, distribui cartuns que representam adolescentes sendo atacados por um Satanás segurando uma serra elétrica, a Igreja Católica como um culto inspirado nos Egípcios/Babilônicos, e igrejas evangélicas modernas que usam traduções modernas da Bíblia ao invés da King James Version como sendo enganadas pela trama da Igreja Católica de trazer ao mundo a religião mundial do Anticristo.
Para evitar de serem erroneamente associadas com grupos fundamentalistas, muitas igrejas Batistas moderadas têm adotado nomes como "Igreja Comunitária", ou "Capela Comunitária" que deixam de fora o nome da denominação. Isso se encaixa numa tendência geral de plantadors de igrejas de muitas denominações de não dar ênfase no nome de suas denominações.